# Система дополнительной подачи воздуха
Система дополнительной подачи воздуха (порой её называют «Система подачи вторичного воздуха» (СВВ)) (Secondary air injection) — усовершенствование системы старта двигателя внутреннего сгорания увеличением кислорода в выхлопных газах.
Основное назначение системы подачи дополнительного воздуха — обеспечение норм токсичности выхлопа при холодном старте двигателя.
Система состоит из насоса, который нагнетает атмосферный воздух за выпускные клапаны двигателя в течение примерно 65 секунд через специальные каналы в головке блока цилиндров.
Система служит для увеличения концентрации кислорода в выхлопных газах перед лямбда-зондом и катализатором. Это способствует более быстрому разогреву катализатора и лямбда-зонда при холодном старте.
Система срабатывает по сигналу электронного блока управления через реле системы, при температуре охлаждающей жидкости от +15 C° до +35 C° и работает около 65 секунд. Поток воздуха, нагнетаемый насосом подачи вторичного воздуха, проходит через комбинированный клапан, который управляется электроникой.